# GBU-24 Paveway III
Die GBU-24 Paveway III ist eine Gruppe US-amerikanischer lasergelenkter Bomben, eine Untergruppe der größeren Familie Raytheon Paveway III.
Die GBU-24 kann mit einem der folgenden Gefechtsköpfe verwendet werden
- Mark 84: 910 kg Mehrzweckbombe
- BLU-109: 910 kg Eindringkörper
- BLU-116: Der fortschrittliche einheitliche Eindringkörper
- CPE-800: in der BPG-2000 verwendet

Die US Navy, Air Force und Marine Corps der Vereinigten Staaten sowie der anderen Mitglieder der NATO setzen GBU-24 ein.
Die GBU-10 und die anderen Bomben der Paveway-Serie wurden von Lockheed Martin und Raytheon entwickelt.

## Plattformen
Die GBU-24 kann von folgenden Plattformen verwendet werden:
- F-15E
- F-16A MLU
- F-16C Block 40/42
- F-16C Block 50/52 CCIP
- F-16C+ Block 30 SCU8
- F/A-18
- Panavia Tornado
- Eurofighter Typhoon
- Mirage 2000
- Rafale
- F-14 Tomcat (vor Ausmusterung durch US Navy)
- General Dynamics F-111
- General Atomics Avenger[1]